# برایان واندر آرک
برایان واندر آرک (به انگلیسی: Brian Vander Ark) خواننده، ترانه سرا، گیتارنواز و بازیگر آمریکایی است.
از فیلم‌های معروف او می‌توان به بازی در فیلم ستاره راک اشاره کرد.